# Mtubatuba
Mtubatuba este un oraș din provincia KwaZulu-Natal, Africa de Sud.